# Евіан (футбольний клуб)
Евіа́н (фр. Évian Thonon Gaillard Football Club Croix de Savoie) — французький футбольний клуб з міста Тонон-ле-Бен, що виступав в елітній Лізі 1 чемпіонату Франції, представляючи там місто Гаяр. Домашні матчі клуб проводив на арені Парк де Спор в Ансі, що здатна вмістити понад 15 тисяч глядачів.

## Досягнення
- Ліга 2:
  -  Чемпіон (1): 2011
- Ліга 3:
  -  Чемпіон (1): 2010
- Аматорський чемпіонат:
  -  Чемпіон (1): 2008

## Відомі гравці
- Алексі Тебо (2018 — )